# William Daley
Pour les articles homonymes, voir Daley.
William Michael Daley dit Bill Daley, né le 9 août 1948 à Chicago, est un homme d'affaires et politique américain. Membre du Parti démocrate, il est secrétaire au Commerce entre 1997 à 2000 dans l'administration du président Bill Clinton puis chef de cabinet de la Maison-Blanche entre 2011 et 2012 dans celle de Barack Obama.

## Biographie

### Origines
Il est né à Chicago en 1948, étant le septième et plus jeune enfant de Richard J. Daley, maire de la ville entre 1955 et 1976. Sa famille est intimement liée à la politique locale, dans la mesure où deux de ses frères ont également occupé des mandats électifs : John P. Daley a été parlementaire de l'Illinois, et Richard M. Daley a été maire de Chicago de 1989 à 2011.

### Vie professionnelle

#### Formation et début de carrière
Il est titulaire d'un baccalauréat en arts de l'université Loyola de Chicago, et d'un baccalauréat de droit obtenu à l'école de droit « John Marshall ». Il a ensuite accompli une carrière de juriste au sein du cabinet Daley & George, sauf entre 1977 et 1980, lorsqu'il était membre du conseil consultatif des possibilités économiques.

#### Parcours dans le monde des affaires
Nommé premier vice-président de la banque Amalgamated Bank of Chicago en 1989, il en devient président-directeur général (PDG) dès l'année suivante, mais démissionne en 1993 afin de retourner pratiquer le droit en tant qu'associé du cabinet Mayer, Brown & Platt jusqu'en 1997. Au cours de cette même période, il siège au conseil d'administration de Fannie Mae, sur nomination de Bill Clinton.
En décembre 2001, il est choisi comme président de SBC Communications Inc., afin de participer à la réforme de la communication de l'entreprise. Il change d'employeur en mai 2004, lorsqu'il devient président pour le Midwest de JPMorgan Chase et Bank One Corp., afin de superviser les opérations post-fusion à Chicago. Il a par la suite faite partie du conseil d'administration de Merck & Co., de Boeing, de Boston Properties, Inc. et de son ancienne université.

### Carrière politique

#### Administration Clinton
Après avoir été conseiller spécial de Bill Clinton en 1993, chargé de la ratification de l'accord de libre-échange nord-américain (ALENA), William M. Daley est nommé, le 30 juin 1997, secrétaire au Commerce des États-Unis, un poste dont il démissionne en juillet 2000, afin de participer à la campagne électorale du vice-président Al Gore.

#### Campagnes présidentielles
À la suite de sa démission, il a en effet pris le poste de la campagne présidentielle du démocrate Al Gore, qui sera finalement défait par le républicain George W. Bush à la suite d'un recomptage contesté des suffrages en Floride. Il se retire alors de la vie politique, mais y fait son retour le 5 novembre 2008, lorsqu'il est désigné membre du conseil consultatif de la transition présidentielle de Barack Obama, dont il avait été l'un des ardents partisans tout au long des primaires démocrates.

#### Administration Obama
Le 6 janvier 2011, William M. Daley est choisi par Barack Obama comme chef de cabinet de la Maison-Blanche, en remplacement de Rahm Emanuel, démissionnaire en octobre 2010 afin de se présenter à l'élection du maire de Chicago le 22 février 2011. Depuis cette démission, l'intérim est assuré par Pete Rouse. Le choix de Daley a été condamné par les organisations progressistes, car il est un opposant déclaré à la réforme du système de santé et à la loi de régulation financière et de protection des consommateurs. Il entre en fonction sept jours plus tard.
Il démissionne le 9 janvier 2012, il est remplacé par Jacob Lew.